# Kontrola (serial telewizyjny)
Kontrola – polski serial obyczajowy w reżyserii Nataszy Parzymies opowiadający o skomplikowanej relacji łączącej dwie główne bohaterki – Majkę (graną przez Ewelinę Pankowską) i Natalię (graną przez Adriannę Chlebicką), które przypadkowo spotykają się podczas kontroli bezpieczeństwa na lotnisku, na którym pracuje Natalia. Serial udostępniony został na platformie internetowej YouTube, na której wszystkie odcinki zostały wyświetlone w sumie ponad 66 milionów razy (stan na 01.12.2021). Serial zebrał pozytywne recenzje – chwalono go głównie za zręczne ukazanie emocji, a także za naturalne przedstawienie miłości homoseksualnej łączącej główne bohaterki. Wyświetlany był na polskich i zagranicznych festiwalach filmowych.
W sierpniu 2021 poinformowano, że drugi sezon pojawi się na platformie VOD Player. Premiera dwóch pierwszych odcinków nowego sezonu odbyła się 21 grudnia 2021.
Trzeci sezon serialu, składający się z sześciu odcinków miał premierę 10 lutego 2022 na platformie VOD Player.
Na początku marca 2022 potwierdzono czwarty sezon, który jednocześnie jest finałem serialu. Jego premiera miała miejsce 1 czerwca 2022.

## Historia powstania
Pierwszy odcinek Kontroli reżyserka Natasza Parzymies nakręciła jako etiudę o tematyce erotycznej na pierwszym roku studiów w Warszawskiej Szkole Filmowej (WSF) mając 18 lat. Zaliczenie uzyskało ocenę 4,5, a Barbara Pawłowska, wykładowczyni na WSF-ie nazwała etiudę „najlepszą na roku” i zdradziła, że komisja egzaminacyjna doceniła delikatność i emocjonalność erotyku. Etiuda ta powstała przy niewielkim budżecie, a przedstawione w niej lotnisko jest w rzeczywistości wnętrzem budynku Politechniki Warszawskiej. Sama reżyserka opisała kulisy powstania następującymi słowami: „Statystami było ośmioro naszych znajomych, którzy przebierali się w inne ubrania do kolejnych ujęć”. Parzymies zamieściła etiudę na swoim kanale w internetowym serwisie YouTube, gdzie zdobył dużą popularność, dzięki m.in. dodaniu napisów w języku angielskim. Sukces etiudy zmotywował reżyserkę do nakręcenia odcinków będących jej kontynuacją, tym samym przemieniając całe przedsięwzięcie w miniserial. Fundusze na nakręcenie serialu zebrano na zbiórce crowfundingowej, a także poprzez finansowanie m.in. przez Paradę Równości i firmę Panavision. Ponadto, ekipie producenckiej udostępniono za darmo niektóre lokalizacje do kręcenia kolejnych odcinków serialu. W tworzeniu serialu brali udział głównie studenci WSF-u – oprócz Parzymies również m.in. operator Filip Pasternak.
W wywiadach Parzymies przyznała, że inspirację czerpała z filmów takich jak Carol Todda Haynesa, a także wyjaśniła, że w serialu chciała przedstawić w uniwersalny sposób tematykę miłości, wywołując jak największe zaangażowanie emocjonalne widza. Reżyserka stwierdziła również, że wybrała motyw miłości między kobietami, gdyż według niej jest on często pomijany w filmach i serialach. Wedle doniesień „Gazety Wyborczej” z lutego 2020 roku, Parzymies przewiduje kontynuację serialu. 19 października 2020 roku Parzymies zamieściła na swoim kanale Youtube teaser drugiego sezonu serialu. Premiera ośmioodcinkowego drugiego sezonu odbyła się 21 grudnia 2021 na platformie Player. 

## Opis fabuły
Serial rozpoczyna się od kontroli bezpieczeństwa (stąd tytuł) na lotnisku, podczas której pracownica lotniska Natalia (grana przez Adriannę Chlebicką) dokonuje kontroli osobistej Majki (w tej roli Ewelina Pankowska) lecącej do Rzymu ze swoim chłopakiem, Antkiem (grany przez Bartłomieja Kruka). Kontrola zapada obu bohaterkom w pamięć, jako że wymusza na nich bliski kontakt fizyczny, który przypomina im o intymnej relacji łączącej je w przeszłości. W międzyczasie na lotnisku dochodzi do zawieszenia lotów spowodowanego intensywnymi opadami deszczu. Pozwala to obu bohaterkom na odbycie krótkiej rozmowy, podczas której Natalia przedstawiona jest Antkowi jako była lokatorka Majki. Rozmowa przeplatana jest retrospekcjami ukazującymi pierwsze spotkanie bohaterek, ich randkę w barze karaoke, a także rozstanie spowodowane zdradą Majki. Z lotniska akcja przenosi się do baru, w którym obecnie pracuje Majka. W barze odwiedza ją Natalia, a między bohaterkami odżywa dawne uczucie. Majka i Natalia spędzają wspólnie noc. Następnego dnia dochodzi między bohaterkami do sprzeczki w barze, w którym zatrudniona jest Majka. Serial kończy się imprezą Sylwestrową (mającą miejsce kilka miesięcy po ostatnim spotkaniu bohaterek), na którą Majka, już jako singielka, została zaproszona przez swojego znajomego – Kubę (w tej roli Jakub Sielski). Na przyjęciu jest również Natalia ze swoją partnerką Pauliną (graną przez Michalinę Robakiewicz). Majka odbywa krótką rozmowę z nieznajomą dziewczyną Werą (w tej roli Joanna Połeć), a następnie odbywa krótką rozmowę z Natalią, w wyniku której postanawia opuścić przyjęcie. W ostatniej scenie serialu Wera dzwoni do Majki, a pijany Kuba dokonuje zburzenia czwartej ściany mówiąc „oho, chyba będzie sezon drugi”, czym zapowiada kontynuację serialu.
21 grudnia 2020 roku miała miejsce premiera specjalnego, świątecznego odcinka „Kontroli”. Majka wraz z przyjaciółmi organizuje wigilię, na którą zaprasza osoby niemające z kim spędzić świąt. Na wigilii bez zaproszenia pojawia się Natalia, a zaskoczona Majka nie może od niej oderwać wzroku. W wywiadzie dla K-Mag Parzymies wyraziła nadzieję, że „świąteczna „Kontrola” przyniesie ludziom w tych skomplikowanych czasach trochę otuchy. Zależy nam na przesłaniu skierowanym nie tylko do grona LGBTQ+, które brzmi: widzimy cię i nie jesteś sam, tym bardziej w święta”.

## Obsada
Opracowana na podstawie Internetowej Bazy Filmu Polskiego.
| Aktor                 | Rola                           |
| --------------------- | ------------------------------ |
| Adrianna Chlebicka    | Natalia Sokół                  |
| Ewelina Pankowska     | Majka Podgórska                |
| Bartłomiej Kruk       | Antek                          |
| Jędrzej Gorski        |                                |
| Olga Miłaszewska      | pracownica stacji benzynowej   |
| Michalina Robakiewicz | Paulina                        |
| Dominika Gadomska     |                                |
| Michalina Czerwońska  |                                |
| Jakub Sielski         | Kuba                           |
| Julia Adamczyk        |                                |
| Piotr Grabarczyk      |                                |
| Joanna Połeć          | Wera                           |
| Małgorzata Biela      |                                |
| Magdalena Boczarska   | rozwodniczka Magda             |
| Dorota Stalińska      | pani Marysia                   |
| Jędrzej Hycnar        | Kacper                         |
| Anu Czerwiński        | Franek                         |
| Polina Krakovnaia     | Lada                           |
| Rafael Lopez Aguilar  | Rafael                         |
| Anna Krotoska         | matka Natalii                  |
| Cezary Żak            | ojciec Majki                   |
| Agata Różycka         | Sylwia                         |
| Adrianna Biedrzyńska  | matka Pauliny                  |
| Irena Melcer          | siostra Majki                  |
| Katarzyna Gniewkowska | matka Majki                    |
| Dorota Segda          | wykładowczyni                  |
| Ralph Kaminski        | występuje w roli samego siebie |
| Barbara Wypych        | lekarka                        |

## Spis odcinków

### Sezon 1
| Nr odcinka        | Data premiery w serwisie Youtube | Długość (w minutach) | Liczba wyświetleń w serwisie Youtube (stan na 01.12.2021) |
| ----------------- | -------------------------------- | -------------------- | --------------------------------------------------------- |
| 1.                | 14.04.2018                       | 2:21 / 8:43 (Player) | > 25 109 949                                              |
| 2.                | 02.07.2019                       | 6:55                 | > 5 850 719                                               |
| 3.                | 28.08.2019                       | 7:13                 | > 4 915 191                                               |
| 4.                | 20.09.2019                       | 5:20                 | > 3 813 432                                               |
| 5.                | 22.10.2019                       | 6:35                 | > 14 084 664                                              |
| 6.                | 12.12.2019                       | 8:41                 | > 9 475 248                                               |
| 7.                | 15.02.2020                       | 13:50                | > 2 856 686                                               |
| Odcinek specjalny | 21.12.2020                       | 10:38                | > 603 362                                                 |

### Sezon 2
| Nr odcinka | Data premiery w serwisie Player | Długość (w minutach) |
| ---------- | ------------------------------- | -------------------- |
| 1.         | 21.12.2021                      | 10:22                |
| 2.         | 21.12.2021                      | 10:59                |
| 3.         | 23.12.2021                      | 10:54                |
| 4.         | 23.12.2021                      | 10:39                |
| 5.         | 28.12.2021                      | 9:23                 |
| 6.         | 28.12.2021                      | 9:19                 |
| 7.         | 30.12.2021                      | 11:00                |
| 8.         | 30.12.2021                      | 12:22                |

### Sezon 3
| Nr odcinka | Data premiery w serwisie Player | Długość (w minutach) |
| ---------- | ------------------------------- | -------------------- |
| 1.         | 10.02.2022                      | 10:45                |
| 2.         | 10.02.2022                      | 10:04                |
| 3.         | 17.02.2022                      | 9:02                 |
| 4.         | 17.02.2022                      | 11:00                |
| 5.         | 24.02.2022                      | 9:18                 |
| 6.         | 24.02.2022                      | 12:29                |

### Sezon 4
| Nr odcinka | Data premiery w serwisie Player | Długość (w minutach) |
| ---------- | ------------------------------- | -------------------- |
| 1.         | 01.06.2022                      | 12:12                |
| 2.         | 01.06.2022                      | 9:33                 |
| 3.         | 01.06.2022                      | 9:15                 |
| 4.         | 01.06.2022                      | 9:12                 |
| 5.         | 01.06.2022                      | 12:02                |
| 6.         | 01.06.2022                      | 16:05                |

## Odbiór
Serial zebrał pozytywne recenzje. W serwisie YouTube został wyświetlony ponad 47 milionów razy (stan na 27.02.2021) i doczekał się napisów w kilkunastu obcych językach takich jak hiszpański, arabski, portugalski, rosyjski, perski, tajski, a popularność, poza Polską zdobył również m.in. w Hiszpanii, Chinach, Francji, Portugalii, Włoszech, Rosji, Indii, Brazylii, USA. Serial jest chwalony głównie za zręczne pokazanie emocji, a także za dobrą grę aktorską, „chemię” pomiędzy głównymi bohaterkami (granymi przez Adriannę Chlebicką i Ewelinę Pankowską) i za sprawną realizację pozornie banalnej historii pomimo stosunkowo niewielkiego budżetu. Ponadto, serial zebrał również pozytywne opinie za przedstawienie tematyki LGBT w naturalny sposób.
Emilia Dłużewska z Gazety Wyborczej nazwała serial „ważną częścią popkultury” i pochwaliła za skupienie się na wątku LGBT, który według niej jest często pomijany w filmach i serialach. Aneta Kyzioł z Polityki uważa, że mocnymi stronami serialu jest teledyskowy klimat, realistyczne pokazanie życia codziennego bohaterów oraz wypełnienie luki w kinematografii, w której wątki LGBT rzadko znajdują się na pierwszym planie. Dziennikarka skontrastowała tematykę serialu z według niej homofobicznymi działaniami partii rządzącej, Kościoła i telewizji publicznej. Dziennikarz Portalu Onet.pl – Dawid Dudko sukcesu serialu dopatruje się m.in. w prostocie, grze aktorskiej oraz naturalnych dialogach.
Serial pochwalony został również przez krytyka Michała Oleszczyka oraz krytyczkę filmową Kaję Klimek, która podkreśliła społeczną rolę serialu sugerując, że może on reprezentować młodzież nieidentyfikującą się z bohaterami seriali platform streamingowych. O serialu pozytywnie wypowiedziała się również dziennikarka Karolina Korwin Piotrowska pisząc, że „serial ogląda bez przesady cały świat”.
Sukces serialu opisany został również przez media zagraniczne, chwalące go za podjęcie tematu homoseksualności w kraju, w którym według nich wspólnota LGBTQ jest traktowana negatywnie.
Plakat z autografami aktorów i twórców serialu został wystawiony na aukcji Wielkiej Orkiestry Świątecznej Pomocy, na której został sprzedany za ponad tysiąc złotych.

## Festiwale i nagrody
Serial zdobył wyróżnienie specjalne na warszawskim międzynarodowym festiwalu Up to 21. Poza tym, serial wyświetlany był na festiwalu „Kino na Granicy” w Cieszynie oraz podczas 39. Edycji Koszalińskiego Festiwalu Debiutów Filmowych Młodzi i Film. Ponadto, pokazywany będzie na 11. Edycji LGBT Film Festival w Warszawie, w ramach którego 19 września dojdzie do spotkania z twórcami. Produkcja wyświetlana była również na festiwalach zagranicznych – m.in. w Stanach Zjednoczonych, Hongkongu i Niemczech.